# Antônio Nascimento
Antônio Roberto Xavier Nascimento (Brejo Santo, Ceará, 18 d'agost de 1977) és un ciclista brasiler, ja retirat, que fou professional del 2007 al 2013. En el seu palmarès destaquen la Volta a l'Estat de São Paulo del 2004 i el Giro a l'Interior de São Paulo del 2013.

## Palmarès
- 2002
  - Vencedor de 2 etapes del Tour de Santa Catarina
- 2003
  - 1r al Tour de Santa Catarina i vencedor d'una etapa
- 2004
  - 1r a la Volta a l'Estat de São Paulo
  - Vencedor d'una etapa del Tour de Santa Catarina
- 2005
  - Vencedor d'una etapa del Tour de Santa Catarina
  - Vencedor d'una etapa de la Volta al Paraná
- 2006
  - Vencedor d'una etapa del Tour de Santa Catarina
- 2009
  - Vencedor d'una etapa del Volta del Paranà
- 2010
  - Vencedor d'una etapa del Giro a l'Interior de São Paulo
  - Vencedor d'una etapa del Tour de Brasil-Volta de l'Estat de São Paulo
- 2011
  - Vencedor d'una etapa de la Volta al Gravataí
  - Vencedor d'una etapa del Tour de Brasil-Volta de l'Estat de São Paulo
- 2013
  - 1r al Giro a l'Interior de São Paulo i vencedor d'una etapa